# Cesc Fàbregas
Francesc »Cesc« Fàbregas Soler, španski nogometaš, * 4. maj 1987, Arenys de Mar, Španija.
Cesc Fàbregas igra na poziciji centralnega vezista. Je član Coma, ki igra v drugi italijanski ligi in je tudi nekdanji član španske nogometne reprezentance.
Fàbregas je začel svojo kariero kot mladinec pri Barceloni, a je podpisal z Arsenalom v septembru 2003, ko je bil star 16 let. Po poškodbah ključnih vezistov v sezoni 2004-2005 se je uveljavil kot Arsenalov začetni centralni vezist. V svoji kratki karieri je postavil več klubskih rekordov in si prislužil sloves enega najboljših mladih igralcev njegove generacije.
V mednarodnem nogometu se je Špančeva nacionalna kariera začela z nastopom v FIFA do 17 svetovnem prvenstvu na Finskem. V letu 2006 je bil vpoklican v člansko reprezentanco zaradi dobrih klubskih nastopov. Igral je v  svetovnem prvenstvu leta 2006 in 2010 ter v  evropskem prvenstvu leta 2008, kjer je Španiji pomagal do zmagovitih medalj na zadnjih dveh turnirjih.

## Začetki
Fabregas se je rodil v Vilassar de Mar-u, v Barceloni. Njegova  starša sta Francesc Fabregas st., ki vodi nepremičninsko podjetje, in Nuria Soler, lastnica podjetja, ki izdeluje pecivo. Cesc je že od otroštva navijač FC Barcelone. S svojim dedkom je Nou Camp obiskal že pri 9-ih mesecih starosti. Nogometno kariero je začel v CE Mataro, leta 1997 pa odšel v La Masio, Barcelonino mladinsko šolo. Po poročanjih Cescov prvi trener, Señor Blai, Fabregasa ni uvrstil v ekipo na tekmah proti Barceloni, saj ni želel, da bi ga opazili Barcelonini skavti. Ta načrt ni dolgo deloval in CE Mataro je Fabregasu dal dovoljenje, da je lahko enkrat na teden treniral pri Barceloni. Sčasoma se je Barceloni pridružil za stalno. Igral je na položaju zadnjega veznega in igral z vrhunskimi igralci kot so Gerard Pique in Lionel Messi. Čeprav je bil odličen strelec, pri mladinskih ekipah je dosegel tudi več kot 30 golov na sezono, ni bil vpoklican v člansko ekipo. Ko je bil še član mladinskega pogona je bil Cescov idol takratnji kapetan Barcelone, Josep Guardiola. Guardiola je Cescu podaril svoj dres v tolažbo, ko sta se njegova starša ločila.

## Klubska statistika
(dopolnjeno do 13. marca 2011)
| Klub    | Sezona  | Liga    | Liga | Liga   | Pokal   | Pokal | Pokal  | Evropa  | Evropa | Evropa | Skupno  | Skupno | Skupno |
| Klub    | Sezona  | Nastopi | Goli | Podaje | Nastopi | Goli  | Podaje | Nastopi | Goli   | Podaje | Nastopi | Goli   | Podaje |
| ------- | ------- | ------- | ---- | ------ | ------- | ----- | ------ | ------- | ------ | ------ | ------- | ------ | ------ |
| Arsenal | 2003–04 | 0       | 0    | 0      | 3       | 1     | 0      | 0       | 0      | 0      | 3       | 1      | 0      |
| Arsenal | 2004–05 | 33      | 2    | 4      | 8       | 0     | 0      | 5       | 1      | 0      | 46      | 3      | 4      |
| Arsenal | 2005–06 | 35      | 3    | 5      | 2       | 1     | 0      | 13      | 1      | 2      | 50      | 5      | 7      |
| Arsenal | 2006–07 | 38      | 2    | 13     | 6       | 0     | 2      | 10      | 2      | 1      | 54      | 4      | 16     |
| Arsenal | 2007–08 | 32      | 7    | 19     | 3       | 0     | 1      | 10      | 6      | 2      | 45      | 13     | 22     |
| Arsenal | 2008–09 | 22      | 3    | 10     | 1       | 0     | 0      | 10      | 0      | 5      | 33      | 3      | 15     |
| Arsenal | 2009–10 | 27      | 15   | 15     | 1       | 0     | 1      | 8       | 4      | 3      | 36      | 19     | 19     |
| Arsenal | 2010–11 | 20      | 3    | 10     | 6       | 3     | 1      | 5       | 3      | 2      | 31      | 9      | 13     |
| Skupno  | Skupno  | 207     | 35   | 76     | 30      | 5     | 5      | 61      | 17     | 15     | 298     | 57     | 96     |

## Zadetki zašpansko nogometno reprezentanco
Prva številka pri rezultatih predstavlja izkupiček Španije.
| #   | Datum             | Prizorišče                                       | Nasprotnik     | Izid | Končni rezultat | Tekmovanje                               |
| --- | ----------------- | ------------------------------------------------ | -------------- | ---- | --------------- | ---------------------------------------- |
| 1.  | 10. junij 2008    | Tivoli Neu, Innsbruck, Avstrija                  | Rusija         | 4–1  | 4–1             | Evropsko prvenstvo 2008                  |
| 2.  | 14. junij 2009    | Royal Bafokeng stadion, Rustenburg, Južna Afrika | Nova Zelandija | 4–0  | 5–0             | Pokal federacij FIFA 2009                |
| 3.  | 9. september 2009 | Estadio Romano, Mérida, Španija                  | Estonija       | 1–0  | 3–0             | Kvalifikacije za Svetovno prvenstvo 2010 |
| 4.  | 10. oktober 2009  | Hanrapetakan stadion, Yerevan, Armenija          | Armenija       | 1–0  | 2–1             | Kvalifikacije za Svetovno prvenstvo 2010 |
| 5.  | 18. november 2009 | Ernst Happel stadion, Dunaj, Avstrija            | Avstrija       | 1–1  | 5–1             | Prijateljska tekma                       |
| 6.  | 8. junij 2010     | Nueva Condomina, Murcia, Španija                 | Poljska        | 4–0  | 6–0             | Prijateljska tekma                       |
| 7.  | 2. september 2011 | AFG Arena, St. Gallen, Švica                     | Čile           | 2–2  | 3–2             | Prijateljska tekma                       |
| 8.  | 2. september 2011 | AFG Arena, St. Gallen, Švica                     | Čile           | 3–2  | 3–2             | Prijateljska tekma                       |
| 9.  | 10. junij 2012    | PGE Arena, Gdańsk, Poljska                       | Italija        | 1–1  | 1–1             | Evropsko prvenstvo v nogometu 2012       |
| 10. | 14. junij 2012    | PGE Arena, Gdańsk, Poljska                       | Irska          | 4–0  | 4–0             | Evropsko prvenstvo v nogometu 2012       |
| 11. | 15. avgust 2012   | Juan Ramón Loubriel, Bayamón, Portoriko          | Portoriko      | 0–2  | 1–2             | Prijateljska tekma                       |
| 12. | 6. februar        | Khalifa, Doha, Katar                             | Urugvaj        | 1–0  | 3–1             | Prijateljska tekma                       |

## Dosežki

#### Arsenal
Zmagovalec
- FA pokal: 2004–05
- Angleški superpokal: 2004–05

Drugouvrščeni
- Premier League: 2004-2005
- Nogometna liga prvakov: 2005–06
- Angleški ligaški nogometni pokal: 2006–07
- Angleški superpokal: 2005–06

#### Mednarodno
Zmagovalec
- Svetovno prvenstvo: 2010
- Evropsko prvenstvo: 2008
Evropsko prvenstvo: 2012

Drugouvrščeni
- Svetovno prvenstvo v nogometu do 17 let: 2003
- Evropsko prvenstvo v nogometu do 17 let: 2004

#### Individualno
- Svetovno prvenstvo v nogometu do 17 let Zlati čevelj: 2003
- Svetovno prvenstvo v nogometu do 17 let Zlata žoga: 2003
- Evropsko prvenstvo v nogometu do 17 let Zlati igralec: 2004
- UEFA Ekipa leta: 2006, 2008
- Premier League igralec meseca: Januar 2007, September 2007
- PFA Mladi igralec leta: 2007–08
- PFA Ekipa leta: 2007–08, 2009–10
- UEFA Ekipa turnirja: 2008, 2012